# Malaysia M3 League
Die Malaysia M3 League (Liga M3), bis 2018 FAM League, ist eine Fußballliga in Malaysia. Sie ist seit 2019 die zweithöchste Liga des Landes. 2022 wurde die Liga in Malaysia A1 Semi-Pro League umbenannt.

## Teilnehmende Mannschaften 2023
| Mannschaft             | Standort         | Stadion                           | Kapazität |
| ---------------------- | ---------------- | --------------------------------- | --------- |
| Immigration FC         | Putrajaya        | USIM Stadium                      | 1000      |
| Kuala Lumpur Rovers FC | Kuala Lumpur     | UPM Stadium                       | 1000      |
| Harini FT              | Selangor         | Kuala Selangor Stadium            | 13.000    |
| Bukit Tambun FC        | Batu Kawan       | Penang State Stadium              | 40.000    |
| KSR Sains              | Seremban         | PBNS Rhino Arena                  | 2000      |
| UKM FC                 | Bangi            | UKM Bangi Stadium                 | 500       |
| Manjung City FC        | Manjung District | Manjung Municipal Council Stadium | 15.000    |
| Perlis United FC       | Pulau Langkawi   | Tuanku Syed Putra Stadium         | 20.000    |
| PIB Shah Alam FC       | Kuala Lumpur     | UM Arena Stadium                  | 1500      |
| Melaka FC              | Malakka          | Hang Jebat Stadium                | 1000      |
| Armed Forces FC        | Kuala Lumpur     | Mindef Stadium                    | 5000      |
| Sarawak United FC      | Kuching          | Sarawak Stadium                   | 40.000    |
| AAK Ultimate FC        | Puncak Alam      | UPM Stadium                       | 1000      |
| BRM Kuala Kangsar FC   | Kuala Kangsar    | Stadium Astaka MPM                | 1000      |

## Meisterhistorie
| Saison                      | Meister                                                  | Vizemeister                                              | 3. Platz                                                 |
| Malaysia M3 League          | Malaysia M3 League                                       | Malaysia M3 League                                       | Malaysia M3 League                                       |
| --------------------------- | -------------------------------------------------------- | -------------------------------------------------------- | -------------------------------------------------------- |
| 2019                        | Kelantan United                                          | Kuching FA                                               | Armed Forces FC                                          |
| 2020                        | Abbruch wegen der COVID-19-Pandemie in Malaysia          | Abbruch wegen der COVID-19-Pandemie in Malaysia          | Abbruch wegen der COVID-19-Pandemie in Malaysia          |
| 2021                        | Keine Austragung wegen der COVID-19-Pandemie in Malaysia | Keine Austragung wegen der COVID-19-Pandemie in Malaysia | Keine Austragung wegen der COVID-19-Pandemie in Malaysia |
| Malaysia A1 Semi-Pro League |                                                          |                                                          |                                                          |
| 2022                        | PIB Shah Alam FC                                         | Kuala Lumpur Rovers FC                                   | Immigration FC                                           |
| 2023                        | Immigration FC                                           | Kuala Lumpur Rovers FC                                   | Harini FC                                                |

## Rekordmeister seit 2019
| Verein           | Anzahl der Titel | Saison |
| ---------------- | ---------------- | ------ |
| Kelantan United  | 1                | 2019   |
| PIB Shah Alam FC | 1                | 2022   |
| Immigration FC   | 1                | 2023   |

## Beste Torschützen seit 2019
| Saison | Torschützenkönig | Verein          | Tore |
| ------ | ---------------- | --------------- | ---- |
| 2019   | Fakhrul Zaman    | Kelantan United | 28   |
| 2020   |                  |                 |      |
| 2021   |                  |                 |      |
| 2022   | Firdaus Azizul   | Immigration FC  | 22   |
| 2023   | Azim Rahim       | Immigration FC  | 24   |